# 장이전
장이전(중국어 정체자: 江怡臻, 병음: Jiāng Yízhēn, 한자음: 강이진, 1982년 11월 7일 ~ )은 타이완의 정치인이다. 2018년 신베이시 제7선거구의 시의원으로 당선된다.